# Rat (pel·lícula)
Rat és una pel·lícula de comèdia del 2000 dirigida per Steve Barron i protagonitzada per Imelda Staunton i Pete Postlethwaite. La pel·lícula se centra en la transformació d'un home de classe treballadora en una rata i com la seva família fa front al canvi sorprenent. El guió de la pel·lícula es basa en part en La transformació de Franz Kafka.
El guió de Wesley Burrowes està en la tradició de la farsa, una forma que permet l'exageració i fins als extrems. Més que un simple humor, la bona farsa sempre té un sentit, i Rat fa algunes preguntes pertinents sobre com podríem respondre a allò estrany i inesperat. El director Steve Barron i el seu repartiment ataquen el guió amb gran envergadura i aconsegueixen capturar l'equilibri adequat entre l'estrany i el mundà. La clau de l'èxit de tota l'empresa és l'excel·lent gir d'Imelda Staunton com a Conchita, la mestressa de casa que no es desconcerta pels fets més estranys.

## Argument
Tornant a la seva casa de Dublín una nit després d'unes copes al pub local, el repartidor de pa Hubert Flynn (Pete Postlethwaite) comença a sentir-se malament. L'endemà al matí, Hubert s'ha metamorfosat d'alguna manera en una rata. Al principi, els membres de la família adopten una actitud pragmàtica davant la transformació radical d'Hubert, i la seva esposa Conchita (Imelda Staunton) fins i tot li serveix un esmorzar tradicional. Però les implicacions més fosques d'aquest fet inexplicable comencen a emergir quan el periodista Phelim Spratt (David Wilmot) s'introdueix a la llar amb propostes per a un llibre, una pel·lícula i "un llibre del filum".
El pla satànic del periodista capriciós obre una caixa de Pandora que crea confusió i divisió a la família. La filla Marietta (Kerry Condon) segueix sent fidel al seu pare, tot i que es resisteix a presentar-lo al xicot Rudolph (el còmic Ed Byrne). El fill piadosament religiós (Andrew Lovern) invoca la doctrina de l'Església per justificar una solució radical: «Crec que l'hauríem de matar», diu quan una Conchita exasperada li pregunta què hauria de fer una "bona família catòlica". El ben llegit oncle Matt (Frank Kelly), que demostra ser un expert en totes les coses dels rosegadors, té un suggeriment menys extrem: Hubert hauria de ser enviat a una granja de cucs.

## Repartiment
- Imelda Staunton com a Conchita Flynn
- Frank Kelly com a l'oncle Matt
- David Wilmot com a Phelim Spratt
- Pete Postlethwaite com a Hubert Flynn
- Ed Byrne com a Rudolph
- Geoffrey Palmer com el Doctor
- Kerry Condon com a Marietta Flynn
- Andrew Lovern com a Pius Flynn
- Niall Toibin com el pare Geraldo
- Veronica Duffy com a Daisy Farrdell
- Alfie com el gos Mickey
- Peter Caffrey com a Mick el barman
- Rita Hamill com a Estate Woman
- Roxanna Williams com a Hopscotch Girl
- Stanley Townsend com a lector de notícies
- Simon Delaney com a gestor d'apostes
- Niall O'Brien com a Home in Bookies
- John O'Toole com l'home de les apostes
- Jer O'Leary com a home al pub
- Mick Nolan com a home al pub
- Pat Kinevane com el senyor Reilly
- Mark Doherty com a advocat
- Arthur Riordan com el sergent Black
- Michael Hayes com Young Garda

## Reconeixements
- Premis Saturn: nominat a la millor edició en DVD el 2002.[3]
- Irish Film and Television Awards: nominada al millor guió i la millor actriu (Imelda Stauton).[4][5]